# Natalja Woizech
Natalja Woizech (ukrainisch Наталья Войцех; * 21. Juni 1992, englische Transkription Natalya Voytsekh) ist eine ukrainische Badmintonspielerin. 

## Karriere
Natalja Woizech wurde 2012 erstmals ukrainische Meisterin, wobei sie die Mixedkonkurrenz gemeinsam mit Vladislav Druzchenko gewinnen konnte. 2010 und 2011 nahm sie an den Badminton-Weltmeisterschaften teil, 2012 an den Europameisterschaften im Team und in den Einzeldisziplinen. Bei den Slovak International 2009 und 2010 wurde sie jeweils Dritte ebenso wie bei den Kharkiv International 2009. 2010 siegte sie dort im Damendoppel. Bronze gewann sie bei den St. Petersburg White Nights 2010 und den Turkey International 2010, Silber bei den Estonian International 2011 und den Lithuanian International 2011.